# Rivulus brunneus
Rivulus brunneus är en fiskart som beskrevs av Meek och Hildebrand, 1913. Rivulus brunneus ingår i släktet Rivulus och familjen Rivulidae. Inga underarter finns listade i Catalogue of Life.